# Gay Talese
Gay Talese (Ocean City, Nueva Jersey; 7 de febrero de 1932) es un periodista y escritor estadounidense. A principios de los años 60 escribió para el diario The New York Times y ayudó a definir —juntamente con Tom Wolfe— el periodismo literario o «reportaje de no ficción», también conocido como «nuevo periodismo». Sus más reconocidos artículos hablan acerca de Joe DiMaggio, Dean Martin y Frank Sinatra.

## Biografía
Nació el 7 de febrero de 1932 en la pequeña isla de Ocean City, Nueva Jersey, una ciudad turística al sur de Atlantic City. Sus padres fueron Joseph Talese, un italiano que emigró a Estados Unidos desde Maida en 1922, y Catherine De Paolo.

Vengo de una isla y una familia que reforzaron mi identidad de estadounidense marginal, de extraño, de forastero en mi país natal (...) Soy de ascendencia italiana. Soy hijo de un sastre severo pero caballeroso de Calabria y de una madre italoestadounidense amable y emprendedora que dirigía con éxito el negocio familiar de prendas de vestir. Fui educado por monjas y sacerdotes católicos irlandeses en una pobre escuela parroquial de la isla de mayorías protestantes de Ocean City, frentes a las costas del sur de Nueva Jersey, donde nací en 1932.
Gay Talese, Retratos y encuentros, Orígenes de un escritor de no ficción (1996)

Su niñez, como se retrata en Los sastres valientes de Maida, la pasó en la sastrería, el negocio familiar. Talese describe así esos años: 

Aprendí a escuchar con paciencia y cuidado y a no interrumpir nunca, ni siquiera cuando las personas se veían en grandes apuros para darse a entender, ya que en esos momentos de titubeo y vaguedad la gente suele ser muy reveladora: lo que vacilan en contar puede ser muy diciente.
Gay Talese, Retratos y encuentros, Orígenes de un escritor de no ficción (1996)

Actualmente tiene dos hijas con su mujer Nan Talese, una destacada editora de Nueva York. 
Talese mantiene vivo su pasado italiano y es un miembro muy activo de la comunidad italiana de América, incluyendo la National Italian American Foundation.

## Orígenes de un escritor
La entrada de Gay Talese a la escritura, tan sólo a sus 15 años, fue totalmente de casualidad, cuando su entrenador de equipo de béisbol le pidió que escribiera las crónicas de cada partido para el diario local. Después de escribir tan sólo siete artículos en el diario, empezó a escribir su propia columna en el seminario Ocean City Sentinel-Ledger, donde llegó a escribir 311 columnas justamente antes de entrar a la Universidad, en septiembre de 1949. 
Talese fue rechazado por decenas de escuelas de Nueva Jersey y estados cercanos. Finalmente fue aceptado en la Universidad de Alabama, donde estudió periodismo. Y como el mismo decía: 

Elegí el periodismo como carrera universitaria, porque esto es lo que sabía, pero en realidad me convertí en un estudioso de la historia.
Gay Talese, A Writer's Life (2006)

## Carrera profesional
Después de graduarse en junio de 1953, se trasladó a Nueva York, donde entró en el diario The New York Times contratado como “el chico de la fotocopiadora”. Tras una breve instancia en el ejército, volvió a entrar a The New York Times en 1956, donde le asignaron las páginas de deportes durante diez años. A partir de este momento siguió ejerciendo la profesión escribiendo columnas en The New Yorker, Time, y en las revistas Esquire y Harper's Magazine. Su artículo sobre Frank Sinatra, "Frank Sinatra Has a Cold", fue elegido el mejor artículo publicado de la historia de la revista Esquire.
Mientras trabajaba en los diarios, Talese también escribía libros que relataban anécdotas e historias relacionadas con su vida y su trabajo, o acerca de sus orígenes y su familia.
Talese saltó a la fama en las páginas de The New York Times con la publicación de algunos reportajes singulares como The Bridge: The Building of the Verrazano–Narrows Bridge (1964), una historia en serie que cautivó a millones de lectores en la cual explicaba la vida diaria de los obreros que trabajaban construyendo los grandes puentes de Estados Unidos. También publicó otro libro lleno de pequeñas historias de gente al parecer sin historia: vigilantes nocturnos, porteros de hoteles, chóferes, transeúntes solitarios. Lo tituló New York: A Serendipiter's Journey (1961). Estos dos libros, junto con otros reportajes sobre gente famosa fueron reunidos en la primera edición de Fama y oscuridad publicada en lengua española por la editorial Grijalbo.
Después vinieron, siguiendo este orden, The Kingdom and the Power (1969) y Fame and Obscurity (1970). En el primero, Gay Talese explica las intrigas secretas del diario The New York Times, revelando las historias y rivalidades del diario más influyente del mundo. En el segundo libro, a través de entrevistas explica la vida de personas famosas como Frank Sinatra, Joe DiMaggio, Joe Louis, Floyd Patterson, Frank Costello y Alden Whitman. 
Honor Thy Father (1971) y Thy Neighbor's Wife (1981) fueron los siguientes libros en publicarse. El primero trata sobre la historia de una familia de la mafia de New York y sobre su padre. Un año más tarde, la misma historia se volvió famosa en el resto del mundo con la llegada a los cines de El padrino, la primera película de la serie que filmó Francis Ford Coppola sobre la mafia neoyorquina de origen italiano y su sangrienta saga. El segundo libro, el que trajo mucha polémica, trata sobre la infidelidad y el SIDA. Una reflexión pública sobre la sexualidad de los Estados Unidos de principios de los años cincuenta. Para escribir este libro, Talese estuvo durante varios meses en un centro nudista sexual de California. 
En los años 1990 escribió una de sus obras más importantes, Unto the Sons, la historia de millones de personas que, igual que lo habían hecho sus padres, inmigraron de Italia a Nueva York. Y en 1995 publicó, junto con Barbara Lounsberry, The Literature of Reality, una antología de los mejores escritos de no ficción escritos en el último medio siglo. 
Posteriormente ha publicado cuatro libros: The Gay Talese Reader (2003), New York: 365 Days (2006), A Writer's Life (2006) y The Silent Season of a Hero (2010). El primero recoge los catorce artículos más famosos de Gay Talese publicados en diferentes revistas. En New York: 365 Days muestra una espectacular colección de fotografías de Nueva York, tanto antiguas como modernas, de los archivos del New York Times. En el libro A Writer's Life, habla sobre su propia vida como escritor, sobre la naturaleza de la escritura en la vida de un hombre, y de la escritura misma. Por último, en el libro de The Silent Season of a Hero, hay una selección de las columnas y reportajes que Talese escribió a los diarios en su etapa estudiantil y adulta. También incluye piezas que nunca han sido publicadas.

## Actualmente
Talese está escribiendo un libro sobre su matrimonio de 50 años. Será el tercero de una serie publicada por Knopf. Los dos primeros fueron Los hijos y Vida de un escritor, publicados en 1992 y 2006 respectivamente.
Además tiene un proyecto, empezado en enero de 2010: escribir una historia que se convertirá en la base de la próxima película de Warner Brothers, de los Jets de Nueva York. Tratará sobre el matriarcado afroamericano en un gueto de Detroit.
También está ayudando en la próxima serie Los italianos en América, supervisada por Jeff Bieber de WETA.

## Libros
- 1961: New York: A Serendipiter's Journey
- 1964: El puente (The Bridge: The Building of the Verrazano–Narrows Bridge)
- 1969: El reino y el poder (The Kingdom and the Power)
- 1970: Fama y oscuridad (Fame and Obscurity)
- 1971: Honrarás a tu padre (Honor Thy Father)
- 1981: La mujer de tu prójimo (Thy Neighbor's Wife)
- 1992: Los hijos (Unto the Sons)
- 1995: The Literature of Reality
- 2003: Retratos y encuentros (The Gay Talese Reader: Portraits and Encounters)
- 2006: New York: 365 Days
- 2006: Vida de un escritor (A Writer's Life)
- 2010: El silencio del héroe (The Silent Season of a Hero)
- 2016: El motel del voyeur (The Voyeur's Motel)
- 2023: Bartleby y yo (Bartleby and Me: Reflections of an Old Scrivener)